# Länsväg AC 656.01

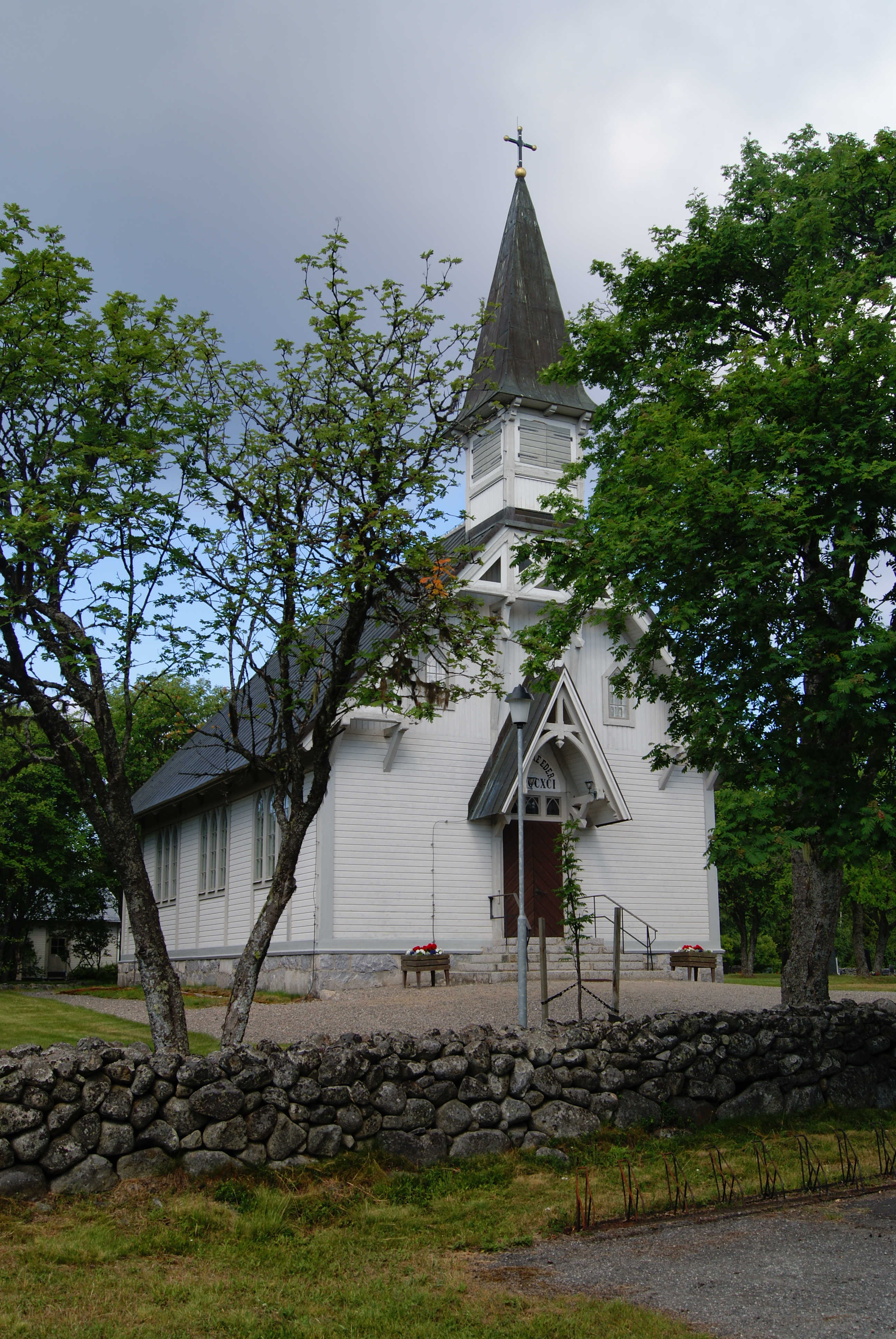
Holmöns kyrka sedd från Länsväg AC 656.01 (Holmö Kyrkväg).

Länsväg AC 656.01, även kallad Holmö Kyrkväg, är en kortare övrig länsväg i Umeå kommun i Västerbottens län (Västerbotten) som går mellan Holmöns by (Länsväg AC 656) och Holmöns kyrka på Holmön i Holmöns distrikt (Holmöns socken). Vägen är cirka 120 meter lång och asfalterad. Hastighetsgränsen är 70 km/h. Vägen har Bärighetsklass 2.
Vägen ansluter till:
- Länsväg AC 656 (i Holmöns by)